# گلبستان
در فرهنگ لغت دهخدا آمده‌است: کلبستان، دهی از دهستان میانرود است که در بخش مرکزی شهرستان ساری واقع است و ۳۹۰ تن سکنه دارد. طبق آمارگیری سال ۱۳۹۵ این روستا دارای ۳۱۱۴ نفر جمعیت (۹۴۶ خانوار = ۱۵۹۲ مرد+۱۵۲۲ زن) می‌باشد.
روستای گلبستان از نظر جغرافیایی از شمال به رودخانه نکا، از جنوب به سلسله جبال البرز و از غرب به شهرستان نکا و از شرق به جنگل و کوه و رودخانه و کارخانه سیمان مازندران متصل می‌باشد. این روستا در تقسیمات جغرافیایی جزء بخش مرکزی شهرستان نکا، دهستان پی رجه به مرکزیت زرندین سفلی می‌باشد. گلبستان قدیمی‌ترین شاهراه حیاتی و ارتباطی باستانی کاروان‌ها از جلگه و دشت به مهروان و هزارجریب بوده‌است.
نام روستای گُلبستان امروزی، توسط علی بابا عسکری در سال ۱۳۵۰ به صورت کلبستان (kalbestan) درج شده‌است. در اظهار علت نام‌گذاری این روستا نظرات متفاوتی وجود دارد از جمله اینکه:
1. "کلبستان" از لغت "کلبست" آمده که به معنای نی زار است و به الف و نون جا و مکان اضافه شده‌است.
2. «کلب» لغت عربی به معنای سگ است که به پسوند مکان (ستان) اضافه شده‌است. معنای مجازی ان مدافع و نگهبان است. کلب + ستان: مکانی که در آن سگ پرورش می‌دادند.
3. در زبان عربی به مرد خوش‌اندام و خوش هیکل، کلبست می‌گویند که با الف و نون پسوندی مکان همراه شده‌است و به معنای جایی است که مردان خوش هیکل دارد.

۴- درویشی در این محل زندگی می‌کرده که روی سنگ خانقاه او نوشته بود: کلب آستان توأم یا علی مدد (برای اطلاعات بیشتر رجوع شود به منبع).
در حالت کلی آن را به چهار محل تقسیم کرده‌اند.
پایین محله:
به شرق روستا که در دست راست جاده می‌باشند به خصوص جنوب و جنوب شرقی روستا گفته می‌شود. این نام بیشتر برای منازل مسکونی داخلی گفته شده‌است.
بالا محله:
متضاد محلات بالایی برای منازل مسکونی در دست چپ جاده که غرب وشمال غربی روستا را شامل می‌شود لفظ بالا محله را به کار می‌برند.
پایین صحرا:
مناطق زراعی شمال روستا که در مجاورت شهرنکا و در سمت چپ جاده در کنار مزار واقع شده‌اند (شمال غربی) را با این نام می‌شناسند.
بالا صحرا:
در سمت راست جاده در شمال شرقی روستا گفته می‌شود. لازم است ذکر شود خیابان علمیه نکا، ملک بالا صحرا و پایین صحرا را به دو قسمت شمالی (پایین صحرا) و جنوبی (بالا صحرا) تا ابتدای ورودی خیابان چمازی تقسیم کرده‌است.
قلعه قره کوه: احتمالاً دلیل نام‌گذاری این است که در گذشتهٔ دور، گبری‌ها در اینجا سکونت داشته‌اند. نقل است که همان گبری کوه بوده که به قره کوه تبدیل شده‌است. در جنب مزار و آبندان است.
آب‌بندان: یا همان آ ون دان، شالیزارهایی است که آب عامل اصلی رشد و رونق در این محل است. عمده شالیزار روستا در این قسمت قرار دارد.
پیردرویش سر: ظاهراً دلیل نام‌گذاری این بوده که پیرمرد درویشی در آن نقطه زندگی می‌کرده‌است و دارای خانقاهی بوده‌است. در این نقطه کوره‌های آجرپزی فراوان و نیز زمین‌های زراعی وجود دارد. البته امروزه بخشی از آن مسکونی هم شده‌است.
ممیج تپه: تپه‌ای که انگور (ممیج:کشمش) در آن می‌رویید.
اَسطلی: لغت اسطل به معنای چاله و آبگیر است.
سنگ چکلی: سنگ‌های صخره‌ای را به زبان مازنی «چِکل» می‌نامند و این نام جدای معنی اصلی آن یعنی صخره نمی‌باشد. تپه‌های صخره‌ای که کوره‌های آجرپزی و مزارع در آن وجود دارد.
موزی باغ: محله‌ای است که در قدیم انبوهی از درختان موزی (بلوط) بوده‌است و به همین علت به نام موزی باغ شناخته شده‌است. امروزه این درختان به صورت محدود و پراکنده وجود دارند. به دلیل تپه‌ای بودن در این منطقه برنج کشت نمی‌شود.
قریه: به معنای روستا یا آبادی است. این جلگه به دلیل نام آن جنبهٔ تاریخی نیز باید داشته باشد. گفته می‌شود در این زمین‌های در قدیم روستایی وجود داشته ولی حال اثری از آن نیست.
تق بن: به معنای زیر درخت تُق است
چاه سر: به معنای سر چاه آب، محلی است که در قدیم چاه‌هایی به صورت قنات در آن وجود داشته‌است که پس از گذشت زمان تخریب شده‌است. حال نیز چند چاه پرآب بدون اتصال قنات وجود دارد که مشرب زمین‌های زراعی است.
مرزی: درخت ممرز را به زبان محلی مرز می‌نامند. به دلیل اینکه این ناحیه در قدیم دارای درختان ممرز بی‌شماری بوده‌است، به این نام مشهور شده‌است. این نام را همچنان به کار می‌برند ولی در حال حاضر در روستا کمتر درخت ممرز دیده می‌شود.
تات دره: در قسمت انتهایی جاده گلبستان، نرسیده به حد مرزی روستای زرندین با نام تات دره شناخته می‌شود. که دارای مرغداری‌ها و کوره‌های آجرپزی متعدد می‌باشد.
گل قرزم سر: در زبان مازنی به جای عمیق «قرزم» گفته می‌شود که به این حساب وجه تسمیهٔ آن بدست می‌آید. به دلیل وجود رود در کنار آن و ظاهراً عمیق بودن این نقطه از رود به آن گل (آب + خاک) قرزم سر می‌گویند.
تپه سر: همان بالا تپه می‌باشد که در جنوب روستا و انتهای جنوبی روستا در کنار تکیه محل قرار دارد.
میانرو: یا میان دو رود، محله‌ای که به دلیل وجود رود نکا به این نام خوانده می‌شود که در کنارهٔ جنوبی آن کارخانهٔ سیمان مازندران قرار دارد.
مرس دکتی: در قسمت جنوب شرقی روستا در قسمتی از میانرو که مرز روستا با روستای آبلو است مرس دکه تی (جایی که مرس افتاده) گفته‌اند. گفته می‌شود به دلیل این که در قدیم مردی که با باری از مرس سوار بر اسب در حال عبور از رودخانه بود در اثر خالی شدن زیر پایش به داخل رودخانه سقوط کرد و همین دلیل نام‌گذاری این منطقه به نام مرس دکتی شده‌است (برای کسب اطلاعات بیشتر رجوع شود به صفحات ۴۶ تا ۵۶ و ص ۱۰۰ تا ۱۱۰ دیار من کلبستان).
کلبستان دارای کوره‌های آجرپزی فراوانی است و بخش عمده آجرهای سنتی و صنعتی مازندران را تأمین می‌کند، همچنین دارای کارخانه پودر سنگ صنعتی می‌باشد. بزرگ‌ترین مجموعه تولیدی صنایع گازسوز "مازندگاز" نیز توسط حاج محمدتقی صادقی تأسیس شد. شالیکوبی و مرغداری‌های فراوانی نیز در این روستا مستقر است.
مردم گلبستان از قومیت طبری هستند. مردم گلبستان به زبان طبری (مازندرانی) سخن می‌گویند.
اقوام طبری اصلی و مهاجر زیادی در روستای کلبستان زندگی می‌کنند. اقوام طبری اصلی شامل فامیلی‌های زیر است: اسحاقی، اسحاقی فر، اصغری، باقری، حجتی، ذبیحی، رسولی، رحمانی، شفیعی، صالحی، صادقی، طبقه آستانی، طالبی، فلاح نژاد، قربانی، کهنسال، مددپور، یعقوبی، و…
و اقوام طبری مهاجری نیز در این روستای زندگی می‌کنند از جمله: اژگان، امیدیان، انوری، حسینی، حیدری، حاتمیان، خاتمی، خندان، رحمان پرست، رسن پناه، رئیسی، سیدی، شاکری، صادقی نوا، صفرپور، محسنی، فدایی، عنبری، نوایی، نجفی، عالیشاه، یحیی پور، بابایی و…
اقوام طبری مهاجری از روستاهای عمده هزارجریب نکا در این روستا زندگی می‌کنند که به پاره ای از روستاهای مهم با جمعیت چشمگیر می‌توان اشاره کرد: ولامده، چمازده، کچپ محله، رودبار محله، برما، ورپام، ارم، و …
1. ↑  «درگاه ملی آمار». www.amar.org.ir. دریافت‌شده در ۲۰۲۱-۰۲-۰۵.
2. 1 2  دیار من کلبستان، تقی طبقه آستانی، چ اول، نکا: مهربان نیکا، 1399، ص85
3. ↑  دیار من کلبستان، تقی طبقه آستانی، چ اول، نکا: مهربان نیکا، 1399، ص107
4. ↑  اشرف البلاد (بهشهر)، علی بابا عسکری، تهران: شرکت سهامی ایران چاپ، 1350، ص 306
5. ↑  دیار من کلبستان، تقی طبقه آستانی، چ اول، نکا: مهربان نیکا، 1399، صص 40 و 41
6. ↑  دیار من کلبستان، تقی طبقه آستانی، چ اول، نکا: مهربان نیکا، 1399، ص 101
7. 1 2  نیاز به معرفی منبع
8. ↑  دیار من کلبستان، تقی طبقه آستانی، چ اول، نکا: مهربان نیکا، 1399، ص 46 تا ص 56
9. ↑  دیار من کلبستان، تقی طبقه آستانی، چ اول، نکا: مهربان نیکا، 1399، ص 98
10. ↑  دیار من کلبستان، تقی طبقه آستانی، چ اول، نکا: مهربان نیکا، 1399، ص99
11. ↑  نصری اشرفی، جهانگیر (۱۳۹۹).  جعفر شجاع کیوانی، ویراستار. دانشنامهٔ تبرستان و مازندران جلد سوم. نشرنی = ۲۴۵.
12. ↑  نصری اشرافی، جهانگیر (١٣٧٧). واژه‌نامه بزرگ تبری. به کوشش حسین صمدی و سید کاظم مداح و کریم الله قائمی و علی اصغر یوسفی نیا و محمود داوودی درزی و محمد حسن شکوری و عسکری آقاجانیان میری و ابوالحسن واعظی و ناصر یداللهی و جمشید قائمی و فرهاد صابر و ناعمه پازوکی. تهران: اندیشه پرداز و خانه سبز. ص. صفحه ۳۱ جلد اول. شابک ۰-۵-۹۱۱۳۱-۹۶۴ مقدار |شابک= را بررسی کنید: checksum (کمک).
13. ↑  دیار من کلبستان، تقی طبقه آستانی، چ اول، نکا: مهربان نیکا، 1399، ص183
14. ↑  دیار من کلبستان، تقی طبقه آستانی، چ اول، نکا: مهربان نیکا، 1399، 184